# Danh sách tòa nhà cao nhất thành phố Huế

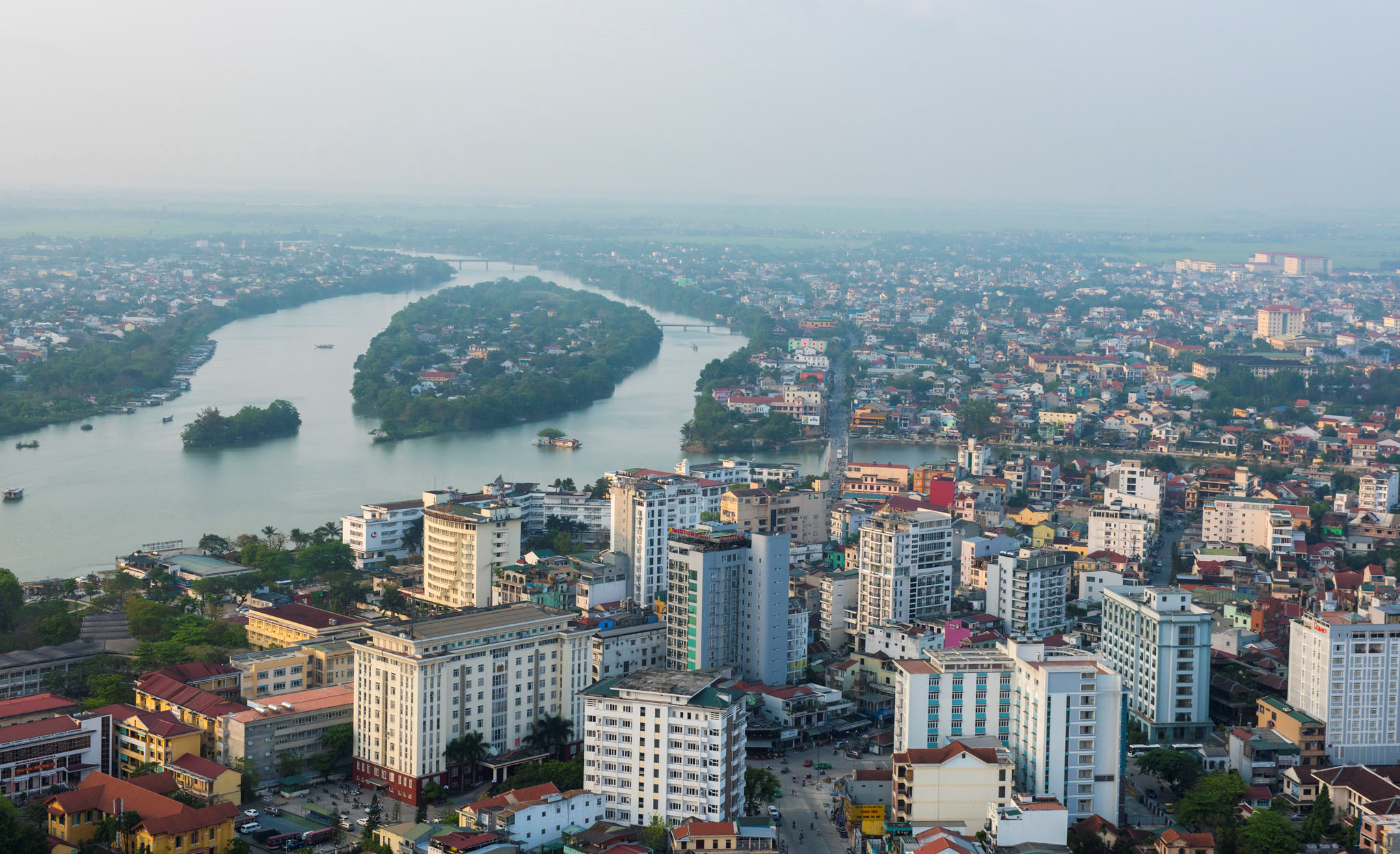
Quận Thuận Hóa

Đây là Danh sách tòa nhà cao nhất tại thành phố Huế được xếp hạng dựa trên chiều cao của tòa nhà (độ cao tính từ chân tòa nhà đến phần cấu trúc cao nhất của tòa nhà). Các tòa tháp chẳng hạn như các tháp phát sóng, đài tưởng niệm không được coi là một tòa nhà vì chúng không phải là công trình có thể ở được, các tòa tháp như thế sẽ không xuất hiện trong bảng xếp hạng này.
Thành phố Huế hiện có 13 toà nhà đã hoàn thành (trong đó 1 tòa nhà chọc trời cao trên 100 mét và 12 tòa nhà cao tầng). Tòa nhà cao nhất thành phố là tòa nhà Khách sạn Meliá Vinpearl Huế cao 160 mét và đây cũng là tòa nhà cao thứ 74 Việt Nam.
Các tòa nhà cao tầng toàn bộ đều tập trung ở quận Thuận Hóa với những công trình hiện đại, trái ngược với quận Phú Xuân là nơi tập trung các di tích cổ, lăng tẳm, chùa tạo thêm sức hút lạ lùng cho vùng đất cố đô.
| Khu vực    | ≥50m | ≥100m |
| ---------- | ---- | ----- |
| Thuận Hóa  | 11   | 1     |
| Hương Thủy | 2    | 0     |

## Danh sách tòa nhà
Dưới đây là danh sách các tòa nhà cao nhất tại thành phố Huế đã hoàn thành có chiều cao trên 50m hoặc trên 15 tầng.
|  | Tòa nhà cao nhất thành phố Huế         |
|  | Tòa nhà đã từng cao nhất thành phố Huế |
|  | Tòa nhà đã hoàn thành phần thô         |
|  | Tòa nhà đã cất nóc                     |

| Hạng | Tòa nhà                           | Hình ảnh                      | Quận       | Vị trí     | Chiều cao | Tầng | Hoàn thành    | Ghi chú |
| ---- | --------------------------------- | ----------------------------- | ---------- | ---------- | --------- | ---- | ------------- | --- |
| 1    | Meliá Vinpearl Huế                |                               | Thuận Hóa  | Phú Nhuận  | 160       | 39   | 2018          | Tòa nhà cao nhất thành phố Huế. Cũng đang là tòa nhà cao nhất khu vực Bắc Trung Bộ.                                                                        |
| 2    | The Manor Crown A                 | 1 góc thành phố Huế.jpg       | Thuận Hóa  | Xuân Phú   | 74,9      | 19   | 2020          | Tháp đôi cao nhất tỉnh thành phố Huế |
| 3    | The Manor Crown B                 | 1 góc thành phố Huế.jpg       | Thuận Hóa  | Xuân Phú   | 74,9      | 19   | 2020          | Tháp đôi cao nhất tỉnh thành phố Huế |
| 4    | La Vela Hotel                     |                               | Hương Thủy | Thủy Dương | 74,1      | 18   | 2023          | Tòa nhà cao nhất thị xã Hương Thủy |
| 5    | Nera Garden                       |                               | Thuận Hóa  | An Đông    | 72,5      | 20   | 2021          | |
| 6    | Indochine Palace Hotel            |                               | Thuận Hóa  | Phú Nhuận  | 67,2      | 17   | 2009          | Tòa nhà cao nhất thành phố từ năm 2007 đến năm 2018 |
| 7    | Imperial Hotel                    | Hue nördliches Flussufer.jpeg | Thuận Hóa  | Phú Nhuận  | 60        | 16   | 2006          | Tòa nhà cao nhất thành phố từ năm 2006 đến năm 2007 |
| 8    | White Lotus Hotel                 |                               | Thuận Hóa  | Phú Nhuận  | 57        | 15   | 2020          | |
| 9    | Bệnh viện Chuyên khoa Quốc tế Huế |                               | Thuận Hóa  | Phú Nhuận  | 55        | 16   | 2022 Trì hoãn | Tiền thân là tòa nhà Viwaseen. Năm 2011 tòa nhà bị bỏ hoang khi đã xây xong phần thô. Năm 2017 tòa nhà được chuyển thành bệnh viện nhưng vẫn chậm tiến độ. |
| 10   | De 1st Quantum                    |                               | Hương Thủy | Thủy Dương | 54,8      | 14   | 2022          | |
| 11   | Nhà thờ Dòng Chúa Cứu Thế         |                               | Thuận Hóa  | Phú Nhuận  | 53        | 3    | 1962          | Công trình cao nhất thành phố từ năm 1962 đến năm 2006 |
| 12   | Moonlight Hotel Hue               |                               | Thuận Hóa  | Phú Hội    | 51        | 15   | 2013          | |
| 13   | Khách sạn Đông Dương              |                               | Thuận Hóa  | Phú Nhuận  | 51        | 15   | 2023          | Đã cất nóc |

## Tòa nhà đang xây dựng
Danh sách bao gồm các cao ốc đang được xây dựng hoặc chưa cất nóc.
| Hạng | Tòa nhà          | Vị trí    | Chiều cao | Tầng | Dự kiến hoàn thành |
| ---- | ---------------- | --------- | --------- | ---- | ------------------ |
| 1    | Phú Mỹ An Prisma | Thuận Hóa | 74,4      | 20   | 2024               |
| 2    | West Sky W1      | Thuận Hóa | 55,1      | 15   | 2025               |
| 3    | West Sky W4      | Thuận Hóa | 55,1      | 15   | 2025               |

## Kế hoạch, phê duyệt, đề xuất
| Hạng | Tòa nhà                        | Vị trí     | Chiều cao | Tầng | Năm  | Trạng thái |
| ---- | ------------------------------ | ---------- | --------- | ---- | ---- | ---------- |
| 1    | Koreana Twin Tower A1          | Thuận Hóa  | 119       | 35   | 2024 | Đề xuất    |
| 2    | Koreana Twin Tower A2          | Thuận Hóa  | 119       | 35   | 2024 | Đề xuất    |
| 3    | Minh Linh Compound - Block 13  | Hương Thủy | 116       | 34   | 2024 | Đề xuất    |
| 4    | Tháp khách sạn Chợ du lịch Huế | Hương Thủy | 114       | 30   | 2026 | Tầm nhìn   |
| 5    | Chung cư Đống Đa B             | Thuận Hóa  | 105       | 25   | 2026 | Kế hoạch   |
| 6    | Apec Mandala Wyndham A         | Thuận Hóa  | 95        | 25   | -    | Đề xuất    |
| 7    | Apec Mandala Wyndham B         | Thuận Hóa  | 95        | 25   | -    | Đề xuất    |
| 8    | An Cựu City - O-CC2            | Thuận Hóa  | 85        | 25   | -    | Phê duyệt  |
| 9    | Chung cư Đống Đa A             | Thuận Hóa  | 80        | 19   | 2026 | Kế hoạch   |
| 10   | Chung cư Đống Đa C             | Thuận Hóa  | 80        | 19   | 2026 | Kế hoạch   |
| 11   | An Cựu City - O-CC1            | Thuận Hóa  | 68        | 20   | -    | Phê duyệt  |
| 12   | An Cựu City - O-CC3            | Thuận Hóa  | 68        | 20   | -    | Phê duyệt  |
| 13   | Novotel Huế                    | Thuận Hóa  | 65        | 17   | -    | Đề xuất    |
| 14   | West Sky Ecogarden XH02        | Thuận Hóa  | 55,1      | 15   | 2025 | Kế hoạch   |
| 15   | West Sky Ecogarden XH03        | Thuận Hóa  | 55,1      | 15   | 2025 | Kế hoạch   |
| 16   | Eldora Hotel II                | Thuận Hóa  | 55        | 14   | 2025 | Kế hoạch   |
| 17   | Nguyễn Kim Plaza               | Thuận Hóa  | 50        | 11   | -    | Kế hoạch   |
| 18   | Minh Linh Compound - Block 17  | Hương Thủy | -         | -    | 2024 | Đề xuất    |
| 19   | Minh Linh Compound - Block 18  | Hương Thủy | -         | -    | 2024 | Đề xuất    |
| 20   | Minh Linh Compound - Block 15  | Hương Thủy | -         | -    | 2026 | Đề xuất    |
| 21   | Minh Linh Compound - Block 16  | Hương Thủy | -         | -    | 2026 | Đề xuất    |

## Đang bị trì hoãn
| Hạng | Tòa nhà                           | Vị trí    | Chiều cao | Số tầng | Khởi công   | Trì hoãn    | Tiến độ                           |
| ---- | --------------------------------- | --------- | --------- | ------- | ----------- | ----------- | --------------------------------- |
| 1    | Khách sạn Petrolimex              | Thuận Hóa | 76        | 20      | -           | -           | Hủy bỏ                            |
| 2    | Goldland Plaza (giai đoạn 2)      | Thuận Hóa | 74,2      | 18      | 2010        | 2023        | Khai trương giai đoạn 1 (khối đế) |
| 3    | Tòa nhà VNPT Huế                  | Thuận Hóa | 61        | 16      | 2018        | 2019        | Thi công đến tầng 7               |
| 4    | Bệnh viện Chuyên khoa Quốc tế Huế | Thuận Hóa | 55        | 16      | 2009 / 2021 | 2011 / 2022 | Thi công lắp kính                 |

## Mốc thời gian tòa nhà cao nhất
| Số năm cao nhất | Tòa nhà                   | Hình ảnh                      | Chiều cao (m) | Vị trí    |
| --------------- | ------------------------- | ----------------------------- | ------------- | --------- |
| 2018 - Hiện tại | Meliá Vinpearl Huế        |                               | 160           | Thuận Hóa |
| 2007 - 2018     | Indochine Palace Hotel    |                               | 67,2          | Thuận Hóa |
| 2006 - 2007     | Imperial Hotel            | Hue nördliches Flussufer.jpeg | 60            | Thuận Hóa |
| 1962 - 2006     | Nhà thờ Dòng Chúa Cứu Thế |                               | 53            | Thuận Hóa |
| 1948 - 1962     | Kỳ Đài                    |                               | 37            | Phú Xuân  |
| 1844 - 1948     | Tháp Phước Duyên          |                               | 21            | Phú Xuân  |
| 1807 - 1844     | Kỳ Đài (1807)             |                               | 17,5          | Phú Xuân  |